# 김국빈
김국빈(1987년 ~)은 대한민국의 배우다.

## 방송
- 반올림 3 (2006)
- 달려라 고등어 (2007)
- 천추태후 (2009)
- 공부의 신 (2010)

## 영화
- 가족사진 (2010) - 주연
- 소중한 날의 꿈 (2011) - 주연